# Breux, Meuse
 Breux  là một xã thuộc tỉnh Meuse trong vùng Grand Est đông nam nước Pháp. Xã này nằm ở khu vực có độ cao trung bình 426 mét trên mực nước biển.